# Atacama (regio)
Atacama is een van de zestien regio's van Chili en heeft als regionummer het Romeinse nummer III. De hoofdstad van de regio is Copiapó. De regio Atacama heeft 286.168 inwoners (2017) en is gelegen in het woestijngebied Atacama.
In de regio ligt het Nationaal Reservaat Humboldtpinguïn.

## Provincies
De regio Atacama bestaat uit drie provincies:
- Chañaral
- Copiapó
- Huasco

## Gemeenten
De regio Atacama bestaat uit negen gemeenten
- Alto del Carmen
- Caldera
- Chañaral
- Copiapó
- Diego de Almagro
- Freirina
- Huasco
- Tierra Amarilla
- Vallenar

Arica y Parinacota · Tarapacá · Antofagasta · Atacama · Coquimbo · Valparaíso · O'Higgins · Maule · Ñuble · Biobío · Araucanía · Los Ríos · Los Lagos · Aysén · Magallanes · Región Metropolitana de Santiago